# Bittacus carpenteri
Bittacus carpenteri är en näbbsländeart som beskrevs av Cheng 1957. Bittacus carpenteri ingår i släktet Bittacus och familjen styltsländor. Inga underarter finns listade i Catalogue of Life.